# Michał Klukowski
Michał Klukowski (* 25. Mai 1996) ist ein polnischer Bridge-Spieler, der im Jahr 2014, im Alter von 17 Jahren, die 14. Red Bull World Bridge Series in Sanya (Hainan), China gewonnen hat.

## Leben
Er lernte Bridge als 10-Jähriger von seinen Eltern, die für AZS Politechnika Wrocławska in der 2. polnischen Liga Bridge spielten. Im Alter von 12 Jahren wurde er Zweiter in der polnischen Junioren-Team-Meisterschaft. 2011, im Alter von 15 Jahren, gewann er in Bolesławiec die polnische Team-Meisterschaft.
International war er erstmals 2012 erfolgreich, als er bei den 14th World Youth Team Championships in Taicang seine erste Weltmeisterschaft gewann.
Bei den 45. Bridge Team Weltmeisterschaften hat er, zusammen mit Piotr Gawrys, für die schweizerische Nationalmannschaft gespielt, für die er seit dem Jahr 2019 spielberechtigt ist.
Er und Justyna Żmuda sind auch privat ein Paar.

## Wettbewerbe
| Weltmeisterschaft. Teamwettbewerb | Weltmeisterschaft. Teamwettbewerb | Weltmeisterschaft. Teamwettbewerb     | Weltmeisterschaft. Teamwettbewerb | Weltmeisterschaft. Teamwettbewerb | Weltmeisterschaft. Teamwettbewerb |
| Jahr                              | Ort                               | Wettbewerb                            | Kategorie                         | Team                              | Platz                             |
| --------------------------------- | --------------------------------- | ------------------------------------- | --------------------------------- | --------------------------------- | --------------------------------- |
| 2021                              | Salsomaggiore Terme               | 42. Bridge Team Weltmeisterschaft     | Bermuda Bowl                      | Piotr Gawrys                      |                                   |
| 2018                              | Orlando                           | 15th World Bridge Series              | Mixed Pairs                       | Justyna Żmuda                     | 8                                 |
| 2015                              | Chennai                           | 42. Bridge Team Weltmeisterschaft     | Open                              | Polska                            | 1                                 |
| 2014                              | Sanya                             | 14. Offene Bridge-Weltmeisterschaft   | Open                              | Mazurkiewicz                      | 1                                 |
| 2013                              | Nusa Dua                          | 41. Bridge Team Weltmeisterschaft     | Trans                             | Polnische Studenten               | 5                                 |
| 2012                              | Taicang                           | 14. Junioren Bridge-Weltmeisterschaft | Junioren                          | Polen                             | 1                                 |

| Europäische Wettbewerbe. Teamkonkurrenz | Europäische Wettbewerbe. Teamkonkurrenz | Europäische Wettbewerbe. Teamkonkurrenz | Europäische Wettbewerbe. Teamkonkurrenz | Europäische Wettbewerbe. Teamkonkurrenz | Europäische Wettbewerbe. Teamkonkurrenz |
| Jahr                                    | Ort                                     | Wettbewerb                              | Kategorie                               | Team                                    | Platz                                   |
| --------------------------------------- | --------------------------------------- | --------------------------------------- | --------------------------------------- | --------------------------------------- | --------------------------------------- |
| 2013                                    | Opatija                                 | 12. European Champions’ Cup             | Offen                                   | Ruch SA AZS Politechnika Wrocław        | 3                                       |
| 2013                                    | Breslau                                 | 24. Junioren Team-Europameisterschaft   | Junioren                                | Polen                                   | 2                                       |
| 2013                                    | Ostende                                 | 6. Offene Bridge-Europameisterschaft    | Gemischt                                | Connector Poland                        | 20                                      |
| 2013                                    | Ostende                                 | 6. Offene Bridge-Europameisterschaft    | Offen                                   | Era                                     | 68                                      |

| Europäische Wettbewerbe. Paar | Europäische Wettbewerbe. Paar | Europäische Wettbewerbe. Paar           | Europäische Wettbewerbe. Paar | Europäische Wettbewerbe. Paar | Europäische Wettbewerbe. Paar |
| Jahr                          | Ort                           | Wettbewerb                              | Kategorie                     | Team                          | Platz                         |
| ----------------------------- | ----------------------------- | --------------------------------------- | ----------------------------- | ----------------------------- | ----------------------------- |
| 2017                          | Montecatini                   | 8. Offene Bridge-Europameisterschaft    | Mixed                         | Justyna Żmuda                 | 1                             |
| 2015                          | Tromsø                        | 7. Offene Bridge-Europameisterschaft    | Open                          | Piotr Gawrys                  | 8                             |
| 2013                          | Ostende                       | 6. Offene Bridge-Europameisterschaft    | Mixed                         | Justyna Żmuda                 | 81                            |
| 2013                          | Ostende                       | 6. Offene Bridge-Europameisterschaft    | Open                          | Piotr Zatorski                | 32                            |
| 2012                          | Vejle                         | 11. Junioren Bridge-Europameisterschaft | Junioren                      | Piotr Zatorski                | 2                             |
| 2012                          | Vejle                         | 11. Junioren Bridge-Europameisterschaft | Junioren Mixed                | Natalia Sakowska              | 8                             |
| 2010                          | Opatija                       | 10. Junioren Bridge-Europameisterschaft | Młodzież Szkolna              | Maciej Bielawski              | 3                             |
| 2008                          | Breslau                       | 9. Junioren Bridge-Europameisterschaft  | Młodzież Szkolna              | Tomasz Trzewik                | 22                            |